# 3667-es busz
A 3667-es jelzésű autóbusz egy regionális autóbuszjárat Eger és Jászberény között, melyet a Volánbusz Zrt. lát el.

## Járatok útvonala, menetideje és közlekedési rendje
| A 3667-es busz útvonala és menetideje | A 3667-es busz útvonala és menetideje                                                                                                | A 3667-es busz útvonala és menetideje | A 3667-es busz útvonala és menetideje                            | A 3667-es busz útvonala és menetideje                              |
| Járatszám                             | Útvonal | Menetidő                              | Közlekedik:                                                      | Megjegyzés                                                         |
| ------------------------------------- | --- | ------------------------------------- | ---------------------------------------------------------------- | ------------------------------------------------------------------ |
| 3667/1                                | Eger – Kerecsend – Kápolna – Kál – Tarnabod – Boconád – Tarnaméra – Zaránk – Erk – Tarnaörs                                          | 1 óra 49 perc (119 perc)              | Hetek első iskolai előadási napját megelőző munkaszüneti napokon | Eger, színház és Kál, Jászapáti út 8. nevű megállókban nem áll meg |
| 3667/2                                | Jászárokszállás – Visznek – Tarnaörs – Erk – Zaránk – Tarnaméra – Boconád – Tarnabod – Kál – Kápolna – Kerecsend – Eger              | 1 óra 50 perc (110 perc)              | Hetek első iskolai előadási napját megelőző munkaszüneti napokon | Kál, Jászapáti út 8. nevű megállóban nem áll meg                   |
| 3667/3                                | Eger – Kerecsend – Kápolna – Kál – Tarnabod – Boconád – Tarnaméra – Zaránk – Erk – Tarnaörs – Visznek – Jászárokszállás – Jászberény | 1 óra 55 perc (115 perc)              | Munkanapokon                                                     | Eger, színház és Kál, Jászapáti út 8. nevű megállókban nem áll meg |
| 3667/4                                | Jászberény – Jászárokszállás – Visznek – Tarnaörs – Erk – Zaránk – Tarnaméra – Boconád – Tarnabod – Kál – Kápolna – Kerecsend – Eger | 1 óra 55 perc (115 perc)              | Munkanapokon                                                     | Kál, Jászapáti út 8. nevű megállóban nem áll meg                   |
| 3667/5, 6                             | Kál-Kápolna vasútállomás – Kál – Tarnabod (és vissza)                                                                                | 12 - 15 perc                          | Munkanapokon, de csak kedden és pénteken                         | –                                                                  |

## Megállóhelyei
| 0  | Eger, autóbusz-állomás végállomás       | 28 | 2, 2A, 4, 5, 5A, 6, 7, 7A, 11, 12, 14, 16, 17, 914 1049, 1050, 1051, 1052, 1053, 1054, 1343, 1344, 1346, 1347, 1348, 1349, 1351, 1352, 1354, 1362, 1380, 1383, 1402, 1426, 1427, 1428, 1447, 1448, 1466, 1468, 1517 3400, 3402, 3403, 3404, 3405, 3406, 3407, 3408, 3409, 3410, 3411, 3412, 3414, 3415, 3416, 3417, 3418, 3419, 3420, 3423, 3424, 3426, 3430, 3431, 3432, 3433, 3434, 3435, 3436, 3440, 3441, 3442, 3443, 3444, 3445, 3446, 3448, 3450, 3455, 3456, 3457, 3458, 3462, 3469, 3470, 3471, 3472, 3473, 3474, 3476, 3479, 3480, 3481, 3482, 3483, 3484, 3488, 3604, 3660, 4012, 4014, 4015, 4018, 4021, 4157 | Eger autóbusz-állomás Egri Törvényszék Egri Járásbíróság Eszterházy Károly Egyetem Gyakorló Középiskola és Alapfokú Művészetoktatási Intézmény |
| ∫  | Eger, színház                           | 27 | 2, 2A, 7, 7A, 11, 12, 14, 17 1053, 1054, 1343, 1344, 1346, 1348, 1362, 1380, 1426, 1427, 1428, 1447, 1468, 1517 3402, 3408, 3410, 3411, 3414, 3419, 3420, 3423, 3424, 3426, 3430, 3431, 3432, 3433, 3434, 3435, 3436, 3440, 3441, 3442, 3443, 3444, 3445, 3448, 4014, 4015, 4018, 4021, 4157 | Gárdonyi Géza Színház |
| 1  | Eger, vasútállomás bejárati út          | 26 | 11, 12, 13, 14 1050, 1051, 1053, 1054, 1343, 1346, 1348, 1362, 1380, 1402, 1427, 1466, 1517 3400, 3402, 3408, 3410, 3411, 3414, 3423, 3424, 3426, 3430, 3431, 3432, 3433, 3434, 3435, 3436, 3440, 3441, 3442, 3443, 3444, 3445, 3446, 3448, 3472, 3479, 3482, 3484, 4015, 4157 személyvonat, Agria InterRégió | Eger vasútállomás |
| 2  | Eger, Tompa utca                        | 25 | 3, 3A, 6, 11, 12, 13, 14, 16, 914 1050, 1051, 1053, 1054, 1343, 1348, 1362, 1380, 1402, 1427, 1466, 1517 3400, 3402, 3408, 3410, 3411, 3414, 3423, 3424, 3426, 3430, 3431, 3432, 3433, 3434, 3435, 3436, 3440, 3441, 3442, 3443, 3444, 3445, 3446, 3448, 3472, 3479, 3482, 3484, 4015, 4157 | |
| 3  | Kerecsend, Fő út 60.                    | 24 | 1050, 1054, 1343, 1348, 1362, 1402, 1427, 1466, 1517 3423, 3424, 3430, 3431, 3432, 3433, 3434, 3440, 3441, 3442, 3443, 3444, 3445, 3446, 3448, 3450 | |
| 4  | Kerecsend, Fő út 150.                   | 23 | 3430, 3440, 3441, 3442, 3443, 3444, 3445, 3446, 3448 | |
| 5  | Kápolna, Dembinszky út                  | 22 | 1050, 1054, 1348, 1402, 1427 3441, 3442, 3443, 3444, 3445, 3446, 3448, 3456, 3683, 3684 | |
| 6  | Kompolti elágazás                       | 21 | 3441, 3442, 3443, 3444, 3456, 3683, 3684 | |
| 7  | Kál-Kápolna vasútállomás, bejárati út   | 20 | 3441, 3442, 3443, 3456, 3684 S80, személyvonat, Agria InterRégió, Ezüstpart expresszvonat | Kál-Kápolna vasútállomás |
| 8  | Kál, községháza                         | 19 | 3441, 3442, 3443, 3444, 3456, 3550, 3683, 3684 | |
| 9  | Tarnabodi elágazás                      | 18 | 3444, 3456, 3689 | |
| 10 | Tarnabod, községháza                    | 17 | 3444, 3456, 3689 | |
| 11 | Boconád, községháza                     | 16 | 1066, 1068, 1069 3444, 3665, 3666, 3670, 3695 | |
| 12 | Tarnaméra, Boconádi út 16.              | 15 | 1068 3665, 3666, 3670, 3695 | |
| 13 | Tarnaméra, iskola                       | 14 | 1066, 1068, 1069 3665, 3666, 3670, 3695 | |
| 14 | Zaránk, községháza                      | 13 | 3670, 3685 | |
| 15 | Zaránk, Fő út 134.                      | 12 | 3670, 3685 | |
| 16 | Erk, Almádi tanya                       | 11 | 3670, 3685 | |
| 17 | Erk, községháza                         | 10 | 3670, 3685 | |
| 18 | Tarnaörs, újtelep                       | 9  | 3670, 3685, 4654 | |
| 19 | Tarnaörs, autóbusz-váróterem            | 8  | 3670, 3685, 4654 | |
| 20 | Visznek, Sárga Csikó italbolt           | 7  | 3670, 3688 | |
| 21 | Visznek, Erzsébet tér                   | 6  | 3670, 3688 | |
| 22 | Jászárokszállás, Halász utca            | 5  | 1063 3670, 3688 | |
| 23 | Jászárokszállás, városháza              | 4  | 1063, 1348, 1469, 1515 3670, 3671, 3688, 4602, 4650, 4653, 4658 | |
| 24 | Jászárokszállás, Ipari Park             | 3  | 1348, 1469 3671, 4602, 4650, 4653, 4658 | |
| 25 | Jászberény, Gyöngyösi út                | 2  | 1 1467, 1469 3671, 4602, 4650, 4651, 4681, 4685, 4686 | |
| 26 | Jászberény, Túzok utca                  | 1  | 1 1077, 1078, 1348, 1467, 1469 3671, 4602, 4650, 4651, 4681, 4685, 4686 | |
| 27 | Jászberény, autóbusz-állomás végállomás | 0  | 1, 2A 498, 499, 503, 523 1070, 1075, 1076, 1077, 1078, 1348, 1362, 1376, 1443, 1466, 1467, 1469, 1515 3424, 3443, 3669, 3671, 4601, 4602, 4650, 4651, 4653, 4654, 4655, 4659, 4660, 4662, 4663, 4681, 4685, 4686 | |

| 0 | Kál-Kápolna vasútállomás végállomás | 4 | 3441, 3442, 3443, 3444, 3456, 3550, 3683, 3684 S80, személyvonat, Agria InterRégió, Ezüstpart expresszvonat | Kál-Kápolna vasútállomás |
| 1 | Kál, községháza                     | 3 | 3441, 3442, 3443, 3444, 3456, 3550, 3683, 3684                                                              |                          |
| 2 | Kál, Jászapáti út 8.                | 2 | 3444, 3456                                                                                                  |                          |
| 3 | Tarnabodi elágazás                  | 1 | 3444, 3456, 3689                                                                                            |                          |
| 4 | Tarnabod, községháza végállomás     | 0 | 3444, 3456, 3689                                                                                            |                          |